# Hans-Christian Udnæs
Hans-Christian Udnæs (* 27. Mai 1963) ist ein ehemaliger norwegischer Skilangläufer.
Udnæs, der für den Kjelsås IL startete, gewann bei den Junioren-Skiweltmeisterschaften 1983 in Kuopio die Silbermedaille mit der Staffel zusammen mit Terje Langli und Vegard Ulvang. Bei norwegischen Meisterschaften siegte er im Jahr 1987 über 50 km und errang in den Jahren 1985 und 1988 jeweils den dritten Platz mit der Staffel von Kjelsås IL. Sein einziges Weltcuprennen absolvierte er im März 1987 in Lahti, das er auf dem 22. Platz über 30 km Freistil beendete. Im Jahr 1991 wurde er Sechster beim Wasalauf.